# Abies fabri
Abies fabri (ялиця Фабера) — вид ялиць родини соснових.

## Підвиди
Є два підвиди: 
- Abies fabri subsp. fabri. Центральна і західна частини провінції Сичуань, в районах з важкими літніми мусонними опадами.
- Abies fabri subsp. minensis. Північно-Західний Сичуань, з дещо сухим кліматом.

## Поширення, екологія
Ендемік заходу провінції Сичуань, Китай. Чисельність населення оцінюється в багато тисяч але в фрагментованих лісах на вершинах гір або верхів'ях. Росте в середній і нижній течії річки Даду, долині річки Ціньі, на Емейшані, і горах Даляні й Сяолян, на 2000—3100(3600) м. В основному утворює чисті поселення або великі змішані ліси разом з Picea likiangensis, Tsuga chinensis, бамбука (Sinarundaria), різних видів Rhododendron та інших чагарників. Клімат холодний і вологий із середньою річною температурою 3-8° С і середньорічною опадів > 2000 мм. Цей вид дуже тіньовитривалий, але регенерація краще відбувається на сонячних або напівзатінених схилах.

## Морфологія

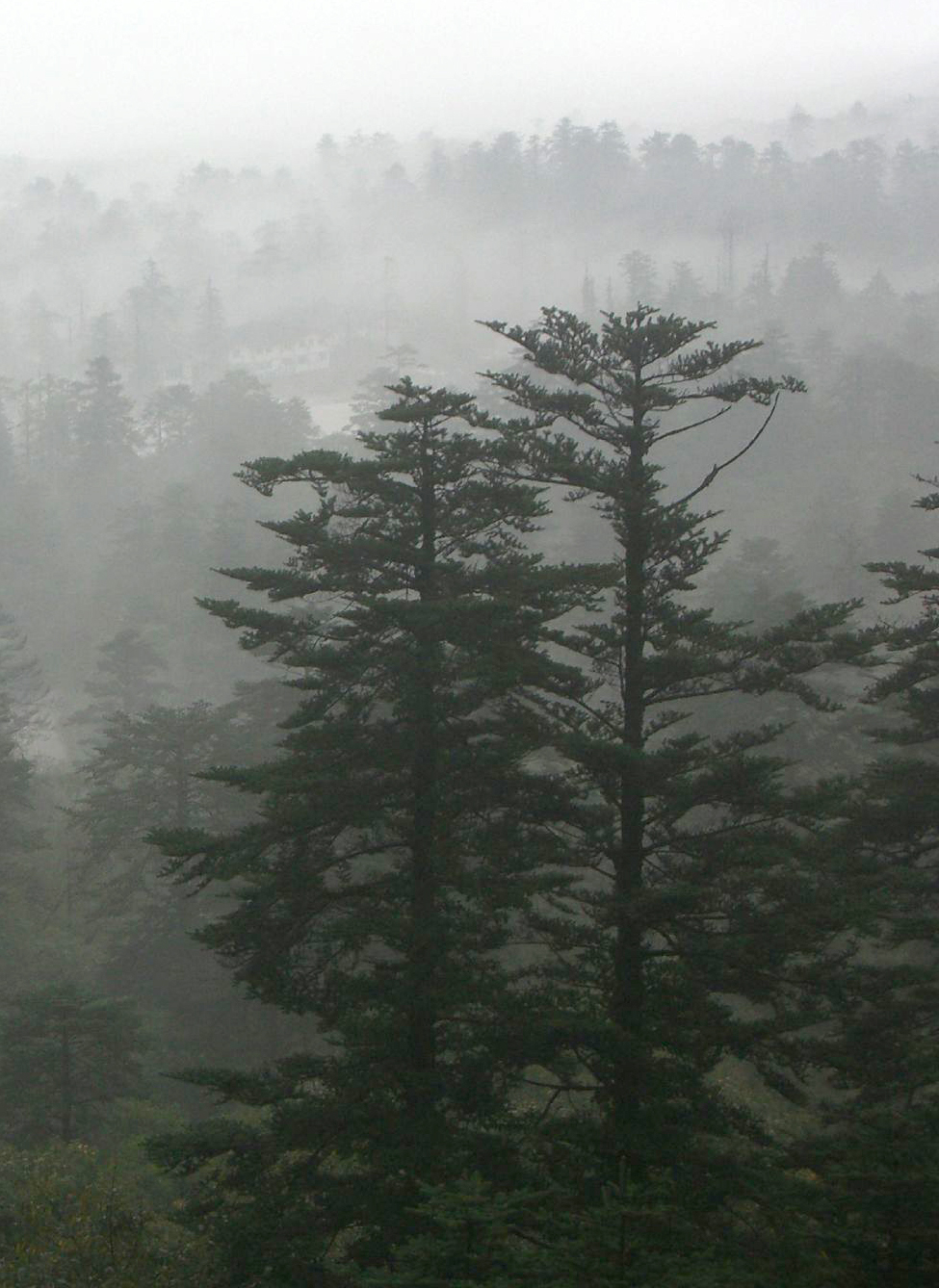
Ялиця в тумані

Дерева до 40 м у висоту і 100 см діаметром на рівні грудей. Кора сіра або темно-сіра, шарувата. Листки яскраво-зелені, лінійні, розміром 1,5—3 см × 2—2,5 мм, вершини виїмчасті або тупі, з 2 білими смугами на нижній поверхні. Насіннєві шишки злегка сизуваті, овально-циліндричні, розміром 6—11 × 3—4,5 см. Насіння вузько еліпсоїдне, 1,3-1,6 см у довжину в тому числі з чорно-коричневими, клиноподібними крилами. Запилення відбувається у травні, насіння дозріває в жовтні.

## Використання
Не відомо, чи є комерційно важливим деревом деревини, імовірно через обмеженість зростання. Можливо, локально використовується для будівництва. Він рідкість у вирощуванні і в основному обмежується дендраріями та ботанічними садами.

## Загрози та охорона
Кислотні дощі є найбільш серйозною загрозою для виду, в результаті чого зниження або смерть дерев, спостерігається на Емейшані. Гора Емейшань є одною з головних «святих гір» в китайському буддизмі, отже цей вид користується захистом від експлуатації. Уряд Китаю також нещодавно ввів заборону вирубок в західному Китаї.